# 松村充
松村 充（まつむら みつる、1957年4月9日 - ）は、日本の元フィギュアスケート選手。現在はコーチ。アイスダンス選手であった鹿毛ゆみ子(旧姓)は妻。

## 経歴
フィギュア選手の武山修子の家族との関係でスケートを始める。佐藤信夫の指導を受ける。1976年インスブルック五輪、1980年レークプラシッド五輪男子シングル日本代表。
1982年にプロとなり、プリンスアイスワールドなどで活躍した。1990年代から指導者に転じた。日本で18番目にバッジテスト8級を取得した選手である。
佐野稔とは親友で、ライバル関係でもある。豪快で高いジャンプが特徴であった。専修大学卒業。身長167cm。

## 主な戦績
| 大会/年      | 72-73 | 73-74 | 74-75 | 75-76 | 76-77 | 77-78 | 78-79 | 79-80 | 80-81 | 81-82 |
| ------------ | ----- | ----- | ----- | ----- | ----- | ----- | ----- | ----- | ----- | ----- |
| オリンピック |       |       |       | 11    |       |       |       | 8     |       |       |
| 世界選手権   |       |       | 16    | 12    | 8     | 8     | 9     | 6     |       | 18    |
| 全日本選手権 | 3     | 2     | 2     | 2     | 2     | 2     | 1     | 2     |       | 2     |